# Пороговый граф
В теории графов пороговый граф — это граф, который может быть построен из одновершинного графа последовательным выполнением следующих двух операций:
1. Добавление в граф одной изолированной вершины
2. Добавление одной доминирующей вершины в граф, т.е. отдельной вершины, связанной со всеми остальными вершинами.

Например, граф на рисунке является пороговым графом. Он может быть построен с одной вершины (вершина 1), и добавления чёрных вершин как изолированных вершин и красных вершин как доминирующих вершин в порядке нумерации.
Пороговые графы были введены Хваталом и Хаммером. Глава, посвящённая графам, появилась в книге Голумбика, а книга Махадева и Пеледа полностью посвящена пороговым графам.

## Альтернативные определения
Эквивалентное определение следующее: граф является пороговым, если существует вещественное число {\displaystyle S} и для каждой вершины {\displaystyle v} задан вес {\displaystyle w(v)}, такой, что для любых двух вершин {\displaystyle v,u}, {\displaystyle uv} является ребром тогда и только тогда, когда {\displaystyle w(u)+w(v)>S}. 
Другое эквивалентное определение: граф является пороговым, если существует вещественное число {\displaystyle T} и для каждой вершины {\displaystyle v} задан вес {\displaystyle a(v)}, такой, что для любого множества вершин {\displaystyle X\subseteq V}, {\displaystyle X} является независимым тогда и только тогда, когда {\displaystyle \sum _{v\in X}a(v)\leq T.}
Название "пороговый граф" пришёл из определения: S является "порогом" для свойства иметь ребро, или, эквивалентно, T является порогом для множества быть независимым.

## Разложение
Из определения, использующего последовательное добавление вершин, можно получить альтернативный путь уникального описания порогового графа в смысле строки символов. {\displaystyle \epsilon } всегда служит первым символом строки и представляет первую вершину графа. Каждый последующий символ будет либо {\displaystyle u}, который означает изолированную вершину, либо {\displaystyle j}, который означает добавление доминирующей вершины. Например, строка {\displaystyle \epsilon uuj} представляет звезду с тремя листьями, а {\displaystyle \epsilon uj} представляет путь из трёх вершин. Граф на рисунке можно представить строкой {\displaystyle \epsilon uuujuuj}

## Связные классы графов и распознавание
Пороговые графы являются специальным случаем Кографов, расщепляемых графов и тривиально совершенных графов. Любой граф, являющийся одновременно кографом и расщепляемым графом, является пороговым. Любой граф, являющийся одновременно тривиально совершенным графом и дополнением тривиально совершенного графа, является пороговым графом. Пороговые графы являются также специальным случаем интервальных графов.  Все эти связи могут быть объяснены в терминах их характеризации запрещёнными порождёнными подграфами.  Кограф — это граф с отсутствием порождённых путей с четырьмя вершинами, P4, а пороговые графы — это графы баз порождённых подграфов P4, C4 или 2K2 .  C4 — это цикл из четырёх вершин , а 2K2 — его дополнение, то есть два раздельных ребра.  Это также объясняет, почему пороговые графы замкнуты по взятию дополнения. P4 является самодополнительным, а потому, если граф не содержит порождённые подграфы P4, C4 и 2K2, его дополнение тоже не будет их иметь .
Хеггернес и др. показали, что пороговые графы могут быть распознаны за линейное время. Если граф не является пороговым, препятствие в виде P4, C4 или 2K2 будет указано.